# پریش اوکیتا (لوئیزیانا)
اوکیتا پریش (به انگلیسی: Ouachita Parish) یک قصبه در ایالات متحده آمریکا است که در لوئیزیانا واقع شده‌است.

## خصوصیات
اوکیتا پریش ۱٬۶۳۶٫۸۸ کیلومترمربع مساحت دارد.